# Énekes nádiposzáta
Az énekes nádiposzáta (Acrocephalus palustris) a madarak osztályának a verébalakúak (Passeriformes) rendjéhez, ezen belül a nádiposzátafélék (Acrocephalidae) családjához tartozó faj.

## Előfordulása
Európában és Ázsia nyugati területein honos. Bokrosok, csalánosok, ligetes erdők szegélyei, folyóárterek vagy gabonatáblák lakója, kerüli a mocsaras területeket. Afrikában telel át.

## Alfajai
- Acrocephalus palustris laricus
- Acrocephalus palustris palustris
- Acrocephalus palustris turcomana

## Megjelenése
Testhossza 13–14 centiméter, szárnyfesztávolsága 18–21 centiméter, testtömege pedig 10–15 gramm. A költési időszakban felül olajbarna, alul fehéres.

## Életmódja
Tápláléka vízicsigákból, búvárpókokból, legyekből, árvaszúnyogokból és skorpiólegyekből áll. Nagyon jó hangutánzó, az egyetlen európai madárfaj, amely afrikai madarak hangját is utánozza.

## Szaporodása
Félgömb alakú fészkét, csalánosokba készíti. Évente egyszer költ, de a szaporulat elpusztulása esetén, újra rakja a tojásait. A fészekalj 5 ritkán 6 tojásból áll. A tojásokon mindkét szülő kotlik 11-12 napig. A fiatal madarak 11-13 nap múlva elhagyják a fészket, de repülni még nem tudnak.
|  |  |  |

## Kárpát-medencei előfordulása
Magyarországon rendszeres fészkelő, májustól szeptemberig tartózkodik a környékén. 

## Rokon fajok
Az énekes nádiposzáta közeli rokonai az cserregő nádiposzáta (Acrocephalus scirpaceus) és a foltos nádiposzáta (Acrocephalus schoenobaenus).